# Enaim
Enaim (que significa "lugar de uma fonte"), é um lugar que fica entre Adulão e Timnate.  Provavelmente o mesmo que Enam (Josué 15:34). Também é mencionado em estreita ligação com Adulão. Ficava na Sefelá de Judá. 
O Talmude (Pesiḳ. Rab. 23) menciona um Kefar Enaim. Conder propõe o Alin de Khurbet Wady, que é um local antigo, evidentemente, de grande força e importância, encontrando-se entre Kh.`Ain Shems e a aldeia de Deir Aban. 
A coroa das ruínas de uma colina elevada e quase isolada. A maior objeção para a identificação é que não há nenhuma fonte geral na vizinhança imediata. Pode ter existido uma em épocas anteriores.